# Mildred e Richard Loving
Mildred Delores Loving (nascida Jeter; 22 de julho de 1939 – 2 de maio de 2008) e Richard Perry Loving (29 de outubro de 1933 – 29 de junho de 1975) foram um casal americano que foram os demandantes no caso histórico da Suprema Corte dos Estados Unidos Loving v. Virginia (1967). O casamento deles foi tema de três filmes, incluindo o drama Loving de 2016, e de várias canções. Os Lovings foram acusados criminalmente de casamento inter-racial sob uma lei da Virgínia que proibia tais casamentos, e foram forçados a deixar o estado para evitar serem presos. Eles se mudaram para Washington, D.C., mas queriam voltar para sua cidade natal. Com a ajuda da União Americana pelas Liberdades Civis (ACLU), eles entraram com uma ação para anular a lei. Em 1967, a Suprema Corte decidiu a seu favor, anulando o estatuto da Virgínia e todas as leis estaduais anti-miscigenação como inconstitucionais, por violarem o devido processo e a igual proteção da lei sob a Décima Quarta Emenda. Em 29 de junho de 1975, um motorista bêbado bateu no carro dos Lovings no Condado de Caroline, Virgínia. Richard morreu no acidente, aos 41 anos e Mildred perdeu o olho direito.
Com exceção de uma declaração de 2007 sobre os direitos LGBT, Mildred viveu "uma vida privada e tranquila, recusando entrevistas e ficando longe dos holofotes" após Loving e o falecimento de seu marido. No 40º aniversário da decisão, ela declarou: "Ainda não sou uma pessoa política, mas estou orgulhosa de que o meu nome e o de Richard estejam em um processo judicial que pode ajudar a reforçar o amor, o compromisso, a justiça e a família que tantas pessoas, negras ou brancas, jovens ou velhas, gays ou heterossexuais, buscam na vida. Eu apoio a liberdade de casar para todos. É disso que se trata Loving e amar." A partir de 2013, o caso foi citado como precedente em decisões de tribunais federais dos Estados Unidos que consideravam inconstitucionais as restrições ao casamento entre pessoas do mesmo sexo, inclusive na decisão da Suprema Corte dos Estados Unidos Obergefell v. Hodges.

## Juventude e casamento
Mildred Jeter era filha de Musial (Byrd) Jeter e Theoliver Jeter. Ela nasceu e foi criada na pequena comunidade de Central Point, no Condado de Caroline, Virgínia. Mildred foi identificada culturalmente como nativa americana, especificamente Rappahannock, uma tribo histórica e agora reconhecida federalmente na Virgínia. (Foi relatado que ela tinha ascendência Cherokee, portuguesa e afro-americana.) Ela é frequentemente descrita como tendo ascendência nativa americana e afro-americana.
Richard Loving era filho de Lola (Allen) Loving e Twillie Loving. Ele também nasceu e foi criado em Central Point, onde se tornou operário da construção civil depois da escola. Ele era europeu-americano, classificado como branco. Seu avô materno, T. P. Farmer, lutou pela Confederação na Guerra Civil.
O Condado de Caroline aderiu às rígidas leis Jim Crow de segregação racial, embora Central Point fosse claramente uma comunidade mestiça desde o século XIX. A regra de gota única da Virgínia, codificada na lei em 1924 como Lei de Integridade Racial, exigia que todos os residentes fossem classificados como "brancos" ou "de cor", recusando-se a usar a identificação de longa data das pessoas como indígenas entre várias tribos do estado.
O pai de Richard trabalhou para um dos homens negros mais ricos do condado durante 25 anos. Os companheiros mais próximos de Richard eram negros (ou de cor, como era o termo na época), incluindo aqueles com quem ele fazia corridas de arrancada e os irmãos mais velhos de Mildred. “Há apenas algumas pessoas que vivem nesta comunidade”, disse Richard. "Alguns brancos e alguns de cor. E à medida que eu cresci, e à medida que eles cresceram, todos nós ajudamos uns aos outros. Foi tudo, como eu disse, misturado no início e continuamos assim."
Os dois se conheceram quando Mildred tinha 11 anos e Richard 17. Ele era amigo da família de seus irmãos. Anos depois, quando ela estava no ensino médio, eles começaram a namorar. Quando Mildred tinha 18 anos ela engravidou e Richard mudou-se para a casa dos Jeter. Eles decidiram se casar em junho de 1958 e viajaram para Washington, D.C., para fazê-lo.
Na época, o casamento inter-racial foi proibido na Virgínia pela Lei de Integridade Racial de 1924. Mildred afirmou mais tarde que, quando se casaram, ela não percebeu que o casamento deles era ilegal na Virgínia, mas mais tarde acreditou que seu marido sabia disso.
Após o casamento, os Lovings voltaram para casa em Central Point. Eles foram presos à noite pelo xerife do condado que recebeu uma denúncia anônima, e acusados de "coabitar como marido e mulher, contra a paz e a dignidade da Comunidade". Eles se declararam culpados e foram condenados pelo Tribunal do Condado de Caroline em 6 de janeiro de 1959. Eles foram condenados a um ano de prisão, suspensa por 25 anos com a condição de deixarem o estado. Eles se mudaram para Washington, D.C., mas sentiram falta da cidade do interior.
Eles ficaram frustrados com a impossibilidade de viajarem juntos para visitar suas famílias na Virgínia e com o isolamento social e as dificuldades financeiras em Washington, DC. Em 1964, depois que seu filho mais novo foi atropelado por um carro nas ruas movimentadas, eles decidiram que precisavam se mudar de volta à sua cidade natal, e eles entraram com uma ação para anular a sentença contra eles, para que pudessem voltar para casa.

## Caso da Suprema Corte
Em 1964, Mildred Loving escreveu em protesto ao procurador-geral Robert F. Kennedy. Kennedy a encaminhou para a União Americana pelas Liberdades Civis.
A ACLU apresentou uma moção em nome dos Lovings para anular o julgamento e anular a sentença, alegando que os estatutos violavam a Décima Quarta Emenda. Isso deu início a uma série de ações judiciais e o caso finalmente chegou à Suprema Corte dos Estados Unidos. Em 28 de outubro de 1964, quando sua moção ainda não havia sido decidida, os Lovings iniciaram uma ação coletiva no tribunal distrital dos Estados Unidos. Em 22 de janeiro de 1965, o tribunal distrital permitiu que os Lovings apresentassem suas reivindicações constitucionais ao Supremo Tribunal de Apelações da Virgínia. O juiz da Suprema Corte da Virgínia, Harry L. Carrico (mais tarde presidente do tribunal), escreveu a opinião do tribunal defendendo a constitucionalidade dos estatutos anti-miscigenação e confirmou as condenações criminais.
Os Lovings e a ACLU apelaram da decisão para a Suprema Corte dos Estados Unidos. Os Lovings não compareceram às alegações orais em Washington, mas seu advogado, Bernard S. Cohen, transmitiu uma mensagem de Richard Loving ao tribunal: "Diga ao Tribunal que amo minha esposa e é simplesmente injusto que eu possa não vou morar com ela na Virgínia."
O caso, Loving v. Virginia, foi decidido por unanimidade a favor dos Lovings em 12 de junho de 1967. O Tribunal anulou as suas condenações, rejeitando o argumento da Virgínia de que a lei não era discriminatória porque se aplicava igualmente e previa penas idênticas para pessoas brancas e negras. A Suprema Corte decidiu que o estatuto anti-miscigenação violava tanto o devido processo legal quanto as cláusulas de proteção igualitária da Décima Quarta Emenda. Os Lovings retornaram à Virgínia após a decisão da Suprema Corte.

## Vida posterior
Os Lovings tiveram dois filhos juntos: Donald Lendberg Loving (8 de outubro de 1958 – agosto de 2000) e Peggy Loving (nascida c. 1960). O mais velho de Mildred, Sidney Clay Jeter (27 de janeiro de 1957 – maio de 2010), nasceu no Condado de Caroline antes de seu relacionamento com Richard. Ele morava com os Lovings. Cada um dos filhos se casou e formou sua própria família. Na época de sua morte, Mildred tinha oito netos e onze bisnetos.
Depois que a Suprema Corte decidiu sobre o caso em 1967, o casal se mudou com os filhos de volta para Central Point, Virgínia, onde Richard construiu uma casa para eles. Esta foi a casa deles pelo resto de suas vidas.
Mildred disse que considerava seu casamento e a decisão do tribunal “obra de Deus”. Ela apoiou o direito de todos de se casarem com quem quisessem. Em 1965, enquanto o caso estava pendente, ela disse ao Washington Evening Star: "Nós nos amávamos e nos casamos. Não vamos nos casar com o estado. A lei deveria permitir que uma pessoa se casasse com quem quisesse."
Em 12 de junho de 2007, Mildred emitiu uma declaração sobre o 40º aniversário da decisão da Suprema Corte de Loving v. Virginia

Ela concluiu:
A minha geração estava amargamente dividida sobre algo que deveria ter sido tão claro e certo. A maioria acreditava no que o juiz disse, que era o plano de Deus manter as pessoas separadas e que o governo deveria discriminar as pessoas no amor. Mas já vivi o suficiente para ver grandes mudanças. Os medos e preconceitos da geração mais velha cederam e os jovens de hoje percebem que se alguém ama alguém, tem o direito de casar.
Cercada como estou agora por filhos e netos maravilhosos, não passa um dia sem que eu não pense em Richard e em nosso amor, em nosso direito de casar, e no quanto significou para mim ter essa liberdade de casar com a pessoa preciosa para mim. mim, mesmo que outros pensassem que ele era o "tipo errado de pessoa" para eu casar. Acredito que todos os americanos, independentemente da sua raça, do seu sexo, da sua orientação sexual, deveriam ter a mesma liberdade de casar. O governo não tem nada a ver com impor as crenças religiosas de algumas pessoas sobre outras. Especialmente se negar os direitos civis das pessoas.

Ainda não sou uma pessoa política, mas tenho orgulho de que o nome de Richard e o meu nome estejam em um processo judicial que pode ajudar a reforçar o amor, o compromisso, a justiça e a família que tantas pessoas, negras ou brancas, jovens ou idosas, gay ou hétero procuram na vida. Apoio a liberdade de casar para todos. É disso que se trata Loving e amar.

## Mortes
Em 29 de junho de 1975, um motorista bêbado bateu no carro dos Lovings no Condado de Caroline, Virgínia. Richard morreu no acidente, aos 41 anos. Mildred perdeu o olho direito.

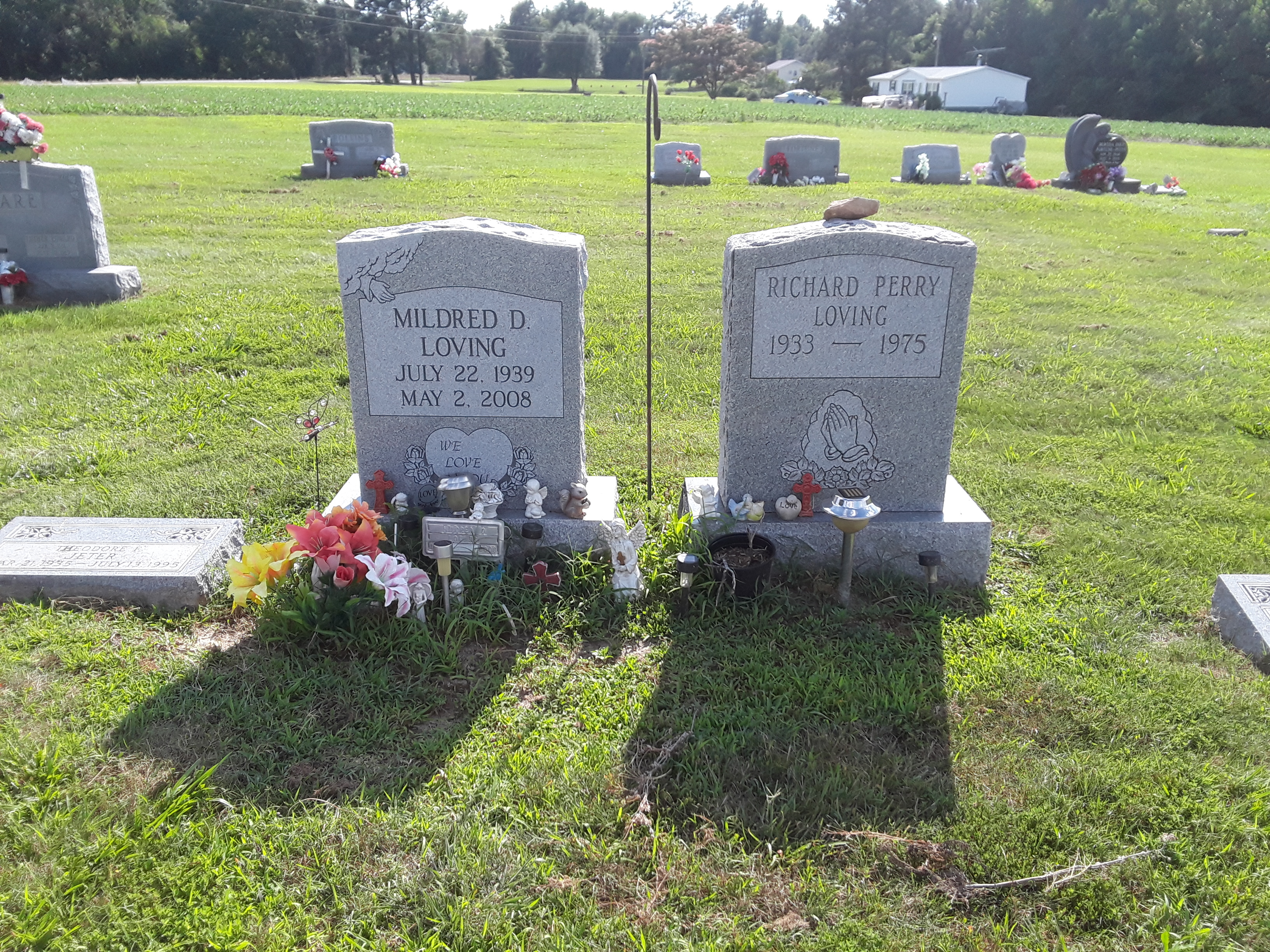
Túmulos de Mildred e Richard Loving

Mildred morreu de pneumonia em 2 de maio de 2008, em Milford, Virgínia, aos 68 anos. Sua filha, Peggy Loving Fortune, disse: "'Quero que [as pessoas] se lembrem dela como sendo forte e corajosa, mas humilde—e acredita[ndo] no amor."
A frase final do obituário de Mildred Loving no New York Times observa sua declaração para comemorar o 40º aniversário de Loving v. Virginia: "Uma modesta dona de casa, Loving nunca pensou ter feito algo extraordinário. 'Não foi obra minha', disse Loving à Associated Press em uma rara entrevista [em 2007]. 'Foi obra de Deus.'"

## Legado
- Mr. and Mrs. Loving, um filme de 1996 estrelado por Lela Rochon, Timothy Hutton e Ruby Dee, escrito e dirigido por Richard Friedenberg. Foi ao ar na rede Showtime. De acordo com Loving, "nada disso era verdade. A única parte certa era que eu tinha três filhos."[26]
- Phyl Newbeck (2004). Virginia Hasn't Always Been for Lovers. [S.l.]: Southern Illinois University Press. ISBN 0-8093-2528-4
- O dia 12 de junho ficou conhecido como o Loving Day nos Estados Unidos, um feriado não oficial que celebra casamentos inter-raciais.
- The Loving Story (2011), um documentário produzido pela HBO que foi exibido em vários festivais de cinema, incluindo Silverdocs Documentary Festival, Festival de Cinema de Tribeca e Full Frame Documentary Film Festival. O filme inclui raras entrevistas, fotografias e filmes rodados na época.
- Loving, um filme de 2016 de Jeff Nichols inspirado em The Loving Story, estrelado por Joel Edgerton como Richard Loving e Ruth Negga como Mildred Loving.
- "The Loving Kind" é uma canção escrita pela cantora e compositora country/folk Nanci Griffith. Foi incluída no álbum de Griffith de 2009 "The Loving Kind"